# Porta-Kanzel

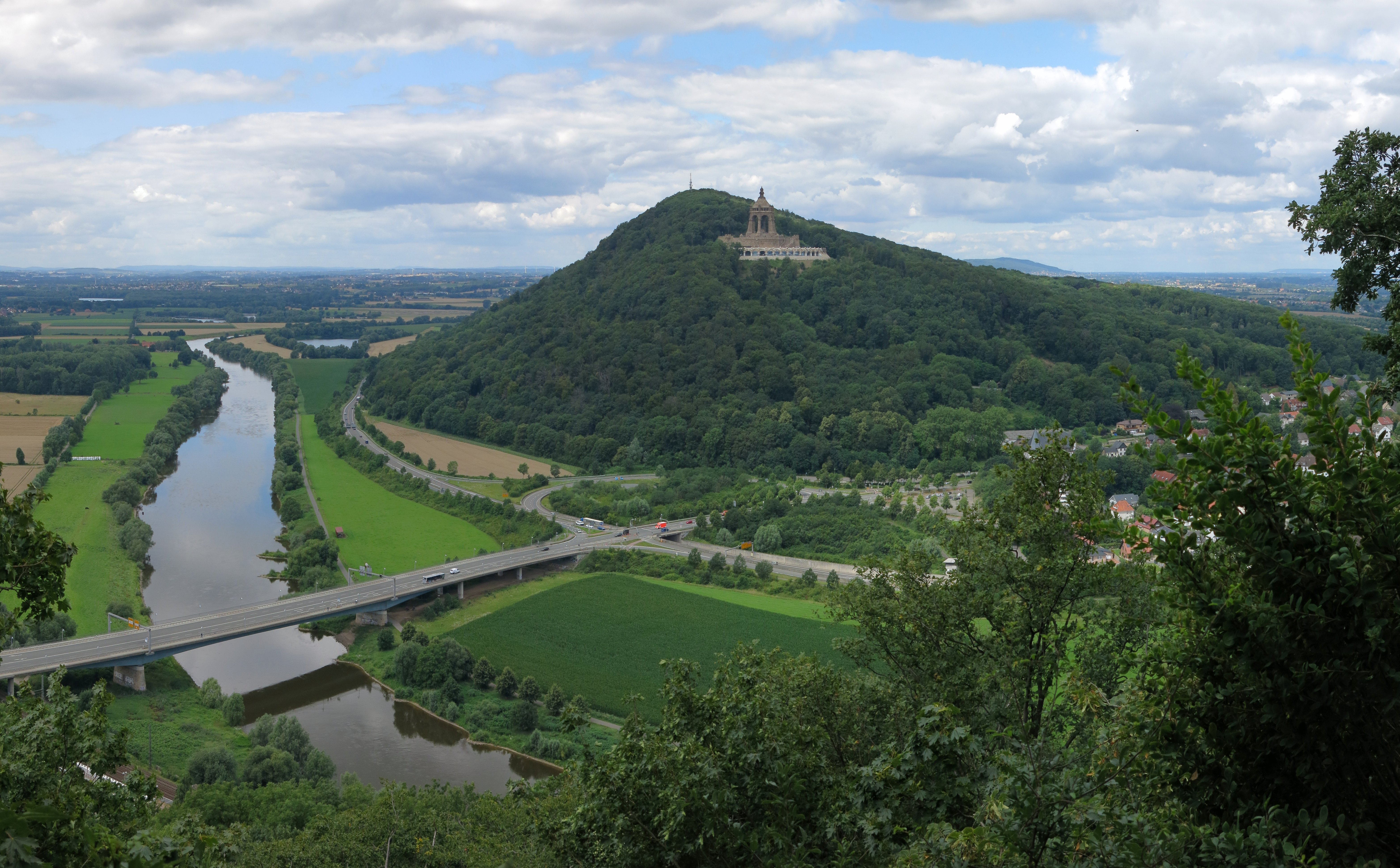
Blick von der Porta-Kanzel nach Westen

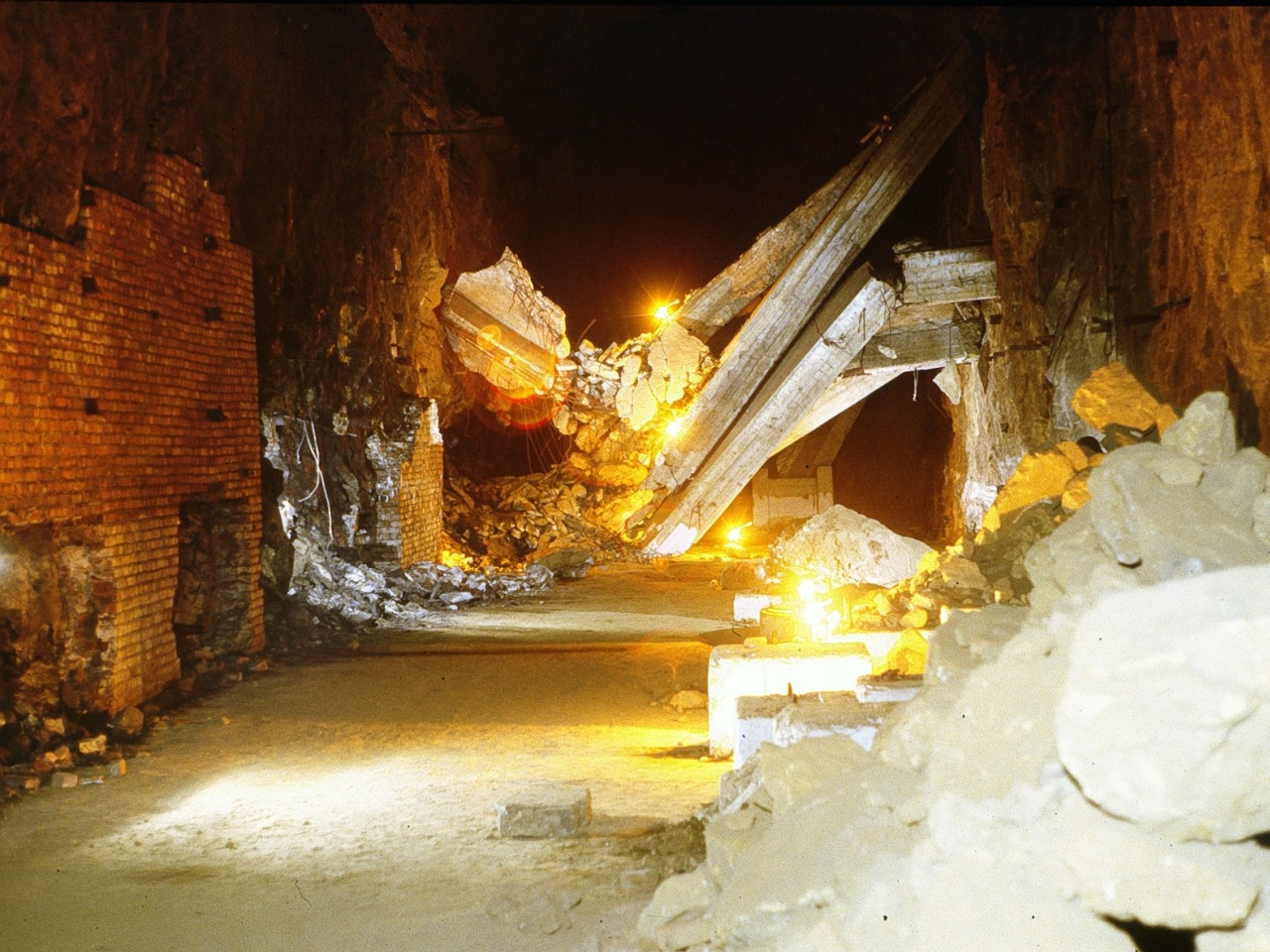
Anlage DACHS, im Zweiten Weltkrieg eine unterirdische Produktionsstätte

Die Porta-Kanzel ist eine steil nach Südwesten bis Westen abfallende Sandstein-Felsklippe des im Wesergebirge gelegenen Jakobsbergs (235,2 m ü. NHN). Sie befindet sich im ostwestfälischen Kreis Minden-Lübbecke in Nordrhein-Westfalen. Die Porta-Kanzel liegt auf dem Gebiet der Stadt Porta Westfalica nördlich des Stadtteils Hausberge und östlich oberhalb des zwischen Weser- und Wiehengebirge liegenden Weserdurchbruchs Porta Westfalica.
Zur touristischen Erschließung im Jahre 1877 wurde eine Aussichtsplattform angelegt, die einen guten Ausblick auf den südlichen Teil des Durchbruchstales und das Kaiser-Wilhelm-Denkmal im jenseits der Weser gelegenen Wiehengebirges ermöglicht.
Während des Mittelalters befand sich auf diesem Teil des Berges die Antoniuskapelle. Unter der Porta-Kanzel wurden während des Zweiten Weltkrieges ehemalige Stollen des Erzbergbaus im Wesergebirge als unterirdische Produktionsstätte ausgebaut. Diese U-Verlagerung erfolgte, um die Rüstungsproduktion vor alliierten Luftangriffen zu schützen. Die Zugänge wurden nach dem Krieg teils gesprengt und veränderten damit den westlichen Teil der Porta-Kanzel.